# Бабичи (Чечерский район)
Бабичи (бел. Бабічы) — деревня в Нисимковичском сельсовете Чечерского района Гомельской области Беларуси.
На северо-востоке и юго-западе граничит с лесом. На севере от деревни расположено Колоднянское месторождение мела (1,56 млн т).

## География

### Расположение
В 20 км на восток от Чечерска, 57 км от железнодорожной станции Буда-Кошелёвская (на линии Гомель — Жлобин), 85 км от Гомеля.

### Гидрография
На западе (1 км) река Покоть (приток реки Сож), на востоке мелиоративные каналы, соединённые с рекой Беседь.

## Транспортная сеть
Транспортные связи по просёлочной, затем автомобильной дороге Светиловичи — Залесье. Планировка состоит из 3 почти параллельных улиц, близких к широтной ориентации и по центру перекресекаемые прямолинейной улицей. К ним с востока присоединяется чуть изогнутая улица. Застройка двусторонняя, преимущественно деревянная, усадебного типа.

## История
Обнаруженный археологами курганный могильник (8 насыпей, в 0,9 км на юго-запад от деревни) свидетельствует о заселении этих мест с давних времён. Согласно письменным источникам известна с начала XVI века как селение на границе Великого княжества Литовского и Великого княжества Московского. Упоминается в 1503, 1525,1526,1527 годах в материалах о конфликтах между ВКЛ и Московским государством. Обозначена в инвентаре Чечерского староства 1704 года.
После 1-го раздела Речи Посполитой (1772 год) в составе Российской империи. Согласно ревизии 1858 года во владении И. Ф. Шарай. В 1886 году 2 ветряные мельницы. Действовал хлебозапасный магазин. Жители кроме земледелия занимались рыболовством, разными промыслами. В деревне жил мастер живописи, который писал иконы. Согласно переписи 1897 года действовали церковно-приходская школа, хлебозапасный магазин, 5 ветряных мельниц, 2 кузницы, круподёрка, 2 маслобойни, магазин, трактир. В 1909 году 3424 десятины земли, школа (в 1907 году — 121 ученик), мельница, в Покотской волости Гомельского уезда Могилёвской губернии.
С 8 декабря 1926 года до 16 июля 1954 года центр Бабичского сельсовета Светиловичского, с 4 августа 1927 года Чечерского, с 12 февраля 1935 года Светиловичского районов Гомельского (до 26 июля 1930 года) округа, с 20 февраля 1938 года Гомельской области.
В 1929 году действовали начальная школа, отделение потребительской кооперации. В 1930 году организован колхоз «Ленинский путь», работали водяная и ветряная мельницы, круподёрка, кузница и шерсточесальня. Во время Великой Отечественной войны в феврале 1943 года каратели сожгли 216 дворов и убили 15 жителей (похоронены в могиле жертв фашизма в 1 км на юго-восток от деревни на кладбище). В боях около деревни погибли 7 советских солдат и 5 партизан (похоронены в братской могиле в центре деревни). 121 житель погиб на фронте. Согласно переписи 1959 года в составе совхоза «Нисимковичи»(центр — деревня Нисимковичи). Расположены отделение связи, средняя школа, библиотека, фельдшерско-акушерский пункт, клуб. Большой популярностью пользуется местный этнографический ансамбль «Лёс» (бел. Лёс — судьба).

## Население

### Численность
- 2004 год — 201 хозяйство, 499 жителей.

### Динамика
- 1848 год — 112 дворов.
- 1858 год — 121 двор, 796 жителей.
- 1886 год — 164 двора, 898 жителей.
- 1897 год — 232 двора, 1528 жителей (согласно переписи).
- 1909 год — 281 двор, 1965 жителей.
- 1940 год — 257 дворов, 917 жителей.
- 1959 год — 892 жителя (согласно переписи).
- 2004 год — 201 хозяйство, 499 жителей.

## Культура
- Дом культуры

## События и мероприятия
- Фольклорный праздник, приуроченный Яблочному Спасу «Традыцыйныя плыні Чачэршчыны» (19 августа 2025).

## Известные уроженцы
- И. К. Ковалёв (1906—1943) — один из организаторов и руководителей Минского патриотического подполья во время Великой Отечественной войны[1].